# Konstantin Ernst
Konstantin Lvovitch Ernst (Константин Львович Эрнст), né le 6 février 1961 à Moscou, est un gestionnaire de média, producteur et personnalité de la télévision soviétique et russe. Il est le directeur général de la Pervyï Kanal (en russe : Первый канал, ce qui signifie « première chaîne ») depuis 1999.

## Biographie

### Jeunesse, éducation
Son père, Lev Konstantinovitch Ernst, est un biologiste soviétique et le vice-président de l’Académie russe des sciences agricoles. Il a mené des recherches en génétique, biotechnologie, sélection des animaux agricoles et clonage. Sa mère, Svetlana Nilovna Golevinova, est employée du secteur financier.
Ernst a passé son enfance et sa jeunesse à Léningrad, où son père avait été nommé directeur d’un centre scientifique. Le jeune Kostia a terminé le lycée №35 situé sur l’île Vassiliévski, et, en 1985, il a eu son diplôme en biologie et sols de l’université d’État de Léningrad.

### Vzgliad, de 1988 à 1989
Dans un entretien accordé au magazine Aficha dans le cadre d’un projet intitulé « ‘L’histoire des médias russes entre 1989 et 2011’ », Ernst a raconté qu’il avait fait connaissance avec Alexandre Lubimov en 1988 lors d’une rencontre d’amis et que celui-ci lui avait proposé de s’essayer dans une émission de télévision, Vzgliad (Un point de vue), produite par la rédaction principale pour enfants et adolescents de la Télévision centrale d’URSS. Dans cette émission, Ernst a travaillé pendant deux ans en tant qu’interviewer, scénariste et metteur en scène.
Son collègue Yevguéni Dodolev a raconté dans son livre ‘Vzgliad, les Beatles de la Perestroïka’ qu’Ernst avait trouvé la possibilité de s’essayer comme metteur en scène après avoir obtenu de Videofilm des régies de montage et des caméras vidéo Betacam SP pour ses voyages d’affaires (seul le personnel de Vrémia avait accès à ces appareils, les plus modernes de l’époque). Cela a convaincu la direction de Vzgliad de donner une chance au jeune employé et celui-ci a fait ses preuves.

### Matador, de 1990 à 1998
En 1989, Anatoli Lyssenko, rédacteur adjoint de la rédaction jeunesse de la Télévision centrale et directeur de Vzgliad, a offert à Ernst de commencer à travailler sur sa propre émission. La première édition de Matador a été diffusée en janvier 1990. C’était une émission sur la culture, les événements importants et les gens créatifs.
Ernst jouait les rôles de scénariste, d’animateur, de metteur en scène et de producteur, expérimentait avec la présentation de l’information et se réincarnait parfois en protagonistes de son émission.

### Producteur général d’ORT, de 1995 à 2001
Vladislav Listyev a été nommé premier directeur d’ORT le 25 janvier 1995. Un peu plus d’un mois plus tard, dans la soirée du 1er mars Listyev a été assassiné à l’entrée de son propre immeuble.
La candidature du nouveau directeur général a donné lieu à des controverses parmi les actionnaires, du fait que, conformément à la charte, il devait y avoir un consensus entre tous les actionnaires minoritaires (49 % de la chaîne était contrôlée par des particuliers et 51 % par l’État).
L’un des actionnaires minoritaires principaux, Boris Berezovsky, a offert ce post à Ernst, qui lui avait été présenté par Valentin Youmachev, mais le présentateur lui a refusé. Quelques mois plus tard, il a pourtant changé d’avis et a accepté d’occuper le poste de producteur général.
À la suite de la démission d’Igor Chabdourassoulov, qui se trouvait à la tête d'ORT depuis octobre 1998, Ernst a été nommé directeur général par intérim de cette chaîne de télévision par arrêté du 3 septembre 1999, tout en gardant son poste de producteur général.
Sur la recommandation de Chabdourassoulov soutenue par Boris Eltsine, président de la fédération de Russie, et par Boris Berezovsky, la réunion des actionnaires de la société de télévision a nommé Ernst nouveau directeur général d’ORT le 6 octobre 1999. Il a continué à concilier ses responsabilités de directeur général avec celles de producteur général jusqu’en juillet 2001, où Alexandre Faïfman est devenu nouveau directeur général d’ORT,. 

### Directeur général d’ORT et de la Pervyï Kanal, 1999
Au moment de la nomination d’Ernst au poste de directeur général en automne 1999, Berezovsky contrôlait en pratique la politique d’information d’ORT à travers la direction des programmes d’informations, avec son amie Tatiana Kochkaryova à sa tête.
Après le début des tensions entre Berezovsky et le nouveau président de la fédération de Russie, Vladimir Poutine, l’homme d’affaires a vendu ses parts d’ORT à Roman Abramovitch.
Alexandre Volochine, ancien Chef de Cabinet du président russe, a affirmé, dans son témoignage à la Haute Cour de Justice à Londres lors des procès concernant les poursuites entamées par Berezovsky contre Abramovitch en 2011, que la pression sur Berezovsky en 2000 avait pour but la libération du directeur général de la chaîne de son influence informelle. À en croire Volochine, Ernst a remis les choses dans l’ordre après ces événements.

### ORT change de nom
À l’initiative d’Ernst, la réunion annuelle des actionnaires d’ORT a voté pour la restitution du nom historique de la chaîne, Pervyï Kanal, le 29 juillet 2002. Ernst a motivé le changement de nom par l’incompatibilité entre le statut juridique de la chaîne et la notion de télévision publique. Pervyï Kanal, société anonyme, a conservé la propriété de l’appellation commerciale ORT. Ernst a envisagé la possibilité de s’en servir pour élaborer de nouveaux projets et pour participer à des concours de radiodiffusion à ondes décimétriques.

#### Tentative de passage à la programmation verticale
En 2010, Ernst a essayé de mettre en œuvre une grille de programmation verticale à la télévision russe. Cette approche répandue aux États-Unis et dans plusieurs pays européens fait en sorte que les nouvelles épisodes de feuilletons sont diffusées une fois par semaine, à une heure précise, ce qui n’est pas économiquement viable pour diverses raisons pour les chaînes de télévision et les producteurs de feuilletons.
Bien que de nouveaux feuilletons aient eu d’assez mauvaises audiences pour la Pervyï Kanal (environ 13 %), tous les épisodes déjà tournés ont été diffusés, après quoi la chaîne a repris la programmation horizontale.

#### Conflit avec Zemfira
Un remix de Tu veux ?, une chanson de la chanteuse russe Zemfira, a été interprété au stade Ficht le 7 février 2014, lors de la cérémonie d’ouverture des Jeux olympiques d'hiver de 2014 à Sotchi.
Juste après la fin de la cérémonie, tout le contenu du site officiel de Zemfira a été remplacé par une seule page avec le texte suivant sur le fond noir : “la première chaîne a violé tous les accords en se servant de mon track sans mon consentement. C’est une violation directe de mes droits d’auteur. c’est du n’importe quoi) belle découverte ! Kostia, toutes mes félicitations ! mais c’est quoi, ce manque de respect ? vous faites ce que vous voulez ?” (selon l’orthographe d’origine).
En réponse, Konstantin Ernst a déclaré le 9 février 2014 en direct sur Écho de Moscou, une station de radio russe, qu’il « connaissait Zemfira depuis le début, à l’époque où personne ne la connaissait » et qu’il « avait fait beaucoup pour Zemfira, pour sa carrière ». Il a ajouté que « Zemfira n’avait pas respecté le contrat avec REAL Records, la compagnie qu’il dirigeait à l’époque, sans qu’il porte plainte », mais que, dans les circonstances actuelles, il serait obligé de le faire si elle allait entamer des poursuites contre lui.
Ernst n’a pas donné de détails sur la violation présumée du contrat entre Zemfira et REAL Records, se bornant à dire que l’incident en question avait eu lieu cinq ou sept ans auparavant.
À la suite de cette intervention, le représentant officiel de Zemfira, Pavlo Chevtchouk, a déclaré dans une interview à Businesss FM que la chanteuse ne porterait pas plainte contre Ernst pour utilisation non autorisée de sa chanson Tu veux ? et que le message disparu du site officiel de Zemfira dans la matinée du 10 février 2014 n’était autre chose que l’expression de son mécontentement à ce sujet.

#### Ses 55 ans

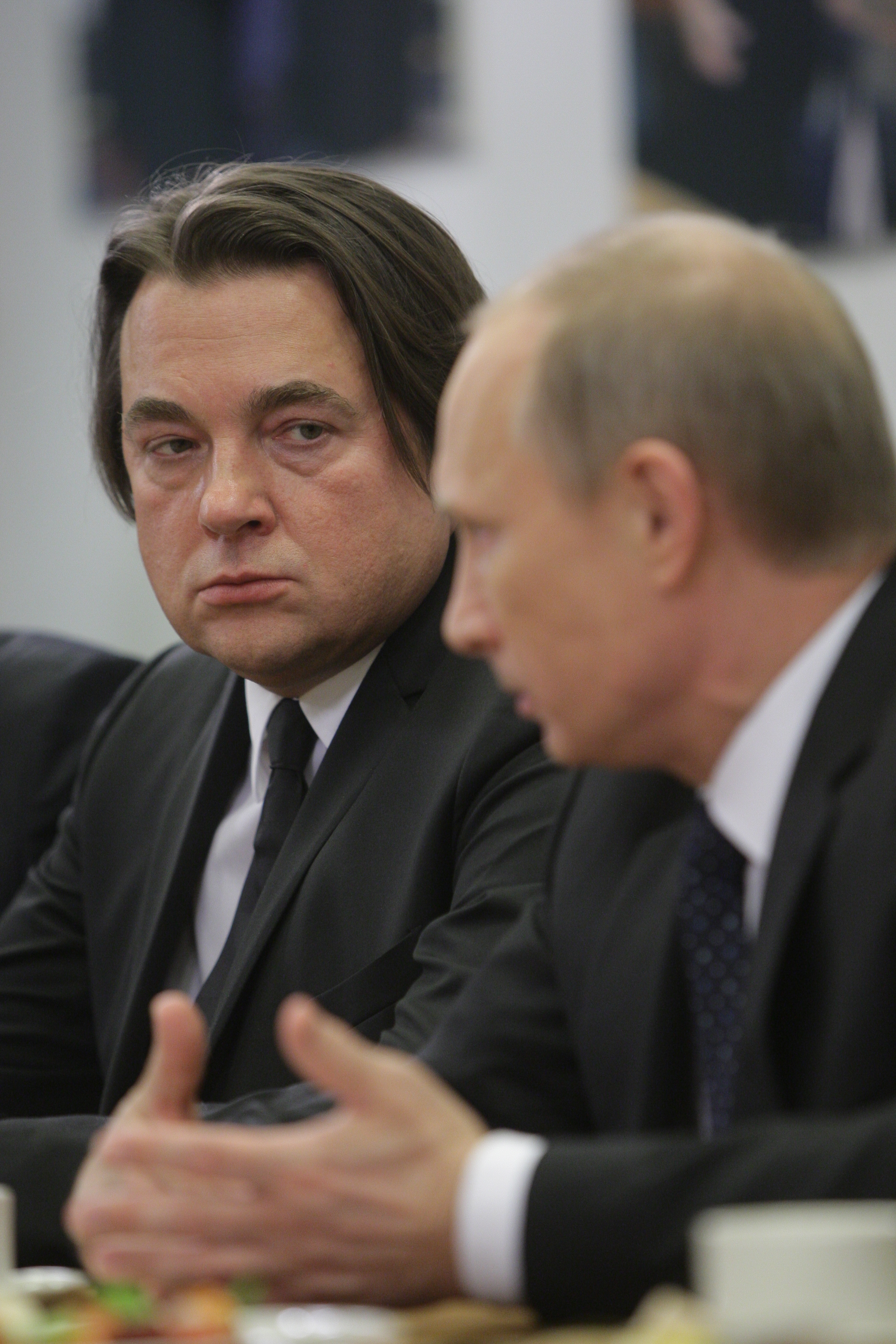
Konstantin Ernst en 2011 avec Vladimir Poutine.

Dans son article du 10 février 2016 consacré à l’anniversaire de 55 ans de Konstantin Ernst, la journaliste de Novaïa Gazeta Slava Tarochtchina a noté que ”Vladimir Poutine n’était pas arrivé en personne à Ostankino comme c’était le cas cinq ans auparavant” et que “Katia Andreeva n’avait pas lu d’une voix stérile les félicitations du président en raison de leur absence”. L’article se termine par les mots suivants : “à 50 ans, Ernst avait une dizaine de projets personnels de première classe, avec le tube intitulé Projecteurparishilton, alors qu’à l’âge de 55 ans, Ernst n’avait à sa disposition qu’Ourgant vacillant au bord de l’impossible”.

#### Perspectives développementales du contenu généré par les utilisateurs

Konstantin Ernst et Dmitri Medvedev, Fedor Bondarchuk.

Le 22 décembre 2016, dans l’interview exclusif avec Gazeta.Ru, Konstantin Ernst a dit que “user generated content sur Internet, c’était surtout des blagues et des nouvelles, alors que seuls ceux qui étaient en mesure d’agréger des ressources créatives et financières pour mettre au point le produit pourraient s’occuper de tout ce qui tenait du système et qui était susceptible d’expliquer le temps. À titre personnel, c’était presque irréalisable. Oui, on peut tourner un film avec son iPhone, mais cela n’aura rien à voir avec la production systématique, de toute façon”.

#### Changements à la politique d’antenne
Le 13 janvier 2017, en direct de l’émission web ‘OK na svyazi!’, Konstantin Ernst a annoncé que la Pervyï Kanal n’allait pas projeter Viking, le film dirigé par Andreï Kravtchouk, en faisant valoir que ce film “n’était pas fait pour passer à la télé, ce qui serait une chose peu adéquate, mais bien pour être projeté au cinéma”. Pourtant, Viking a rapporté 1 250 000 000 $ de recettes, devenant le premier film russe classé parmi les dix meilleurs recettes au box-office mondial et le troisième des films les plus lucratifs de l’histoire du cinéma russe.
Le 4 septembre 2017, Ernst a dit que les matchs du championnat de Russie de football ne trouveraient pas leur place dans la grille de programme de la Pervyï Kanal, vu que “la télévision fonctionnait différemment” et que “[notre] diffusion de tel ou tel match n’avait pas de sens”.

## Vie personnelle
Sa première compagne était Anna Silunas, critique dramatique et fille de Vidas Silunas, docteur ès sciences et titulaire de la chaire de théâtre étranger de l’École-studio du Théâtre d’Art académique de Moscou.
Le 4 octobre 1997, Ernst a fait connaissance avec Larisa Sinelshchikova, viсe-président de TV-6, lors d’un concert donné par le compositeur et chef d’orchestre polonais Krzysztof Penderecki qu’il a dédié à la première de sa nouvelle œuvre musicale composée à l’occasion du 850e anniversaire de Moscou à la demande personnelle du président russe et d’Alexandre Ponomaryov, directeur général du diffuseur indépendant de Moscou.
Cette connaissance a évolué en une relation amoureuse en 1998 devenant plus tard le deuxième mariage civil d’Ernst.
Cette relation, qui n’avait jamais été régularisée officiellement, a continué jusqu’au printemps 2010. C’est Sinelshchikova qui y a mis fin après son déménagement de l’appartement rue Povarskaïa, où le couple résidait, dans son hôtel particulier dans l’oblast de Moscou.
Le 21 juillet 2014, selon la version russe de Tatler, “Konstantin Ernst a définitivement mis sa jeune compagne dans le programme de ses sorties dans le monde” ; “Sofya Zaika, l’ancienne employée de la maison de haute couture Ulyana Sergeenko, a remplacé, avec un empressement tout à fait compréhensible, les soirées à Simatch et les séances photos audacieuses par des réceptions culturelles et des jugements timides et à peine audibles par-dessus l’épaule du titan de la télévision”.
Le milieu de la télévision russe a appris au milieu de l’année 2013 que Zaika et Ernst avaient des relations intimes. Avant sa connaissance avec Ernst, Sofya Zaika sortait avec Fyodor Boumer, mieux connu comme Kto DJ. Le photographe Timofey Kolesnikov était aussi au nombre de ses admirateurs dans le passé.
Le 22 juillet 2017, nombre de médias russes ont dit que Konstantin Ernst avait épousé Sofya Zaika, mais aucun document ne confirme l’enregistrement officiel de ce mariage.

### Enfants
Konstantin Ernst a trois filles. Sa fille aînée Alexandra, née en 1994 de son mariage avec Anna Silunas, réside à New York (États-Unis). Ernst a aussi deux filles de son mariage à Sofya Zaika, nées en 2016 et 2017, dont les noms sont gardés en secret par leurs parents.
Certains médias russes appellent à tort Ernst le père des enfants du partenaire Larisa Sinelshchikova, Anastasia Sinelshchikova (Rudskaya) (née en 1983), et un fils Igor Sinelshchikov (Zheltonogov) (né en 1985).

## Critiques
- Nombre de médias russes soutiennent que Konstantin Ernst « traite la chaîne comme si c’était sa petite patrie » et que, pourtant, « Ernst ne parle jamais d’argent ouvertement mais tous ceux qui viennent lui offrir leur projet comprennent sans tarder qu’il faudra ‘partager’ » et que « la première question qu’il pose en envisageant le lancement de tel ou tel projet est combien d’argent il lui apportera »[14].
- En septembre 2017, le présentateur de Rossiya 1 Vladimir Solovyov a dit dans une interview que la mauvaise blague d’Ivan Ourgant faite en direct sur la Pervyï Kanal à propos de la ‘fiente de rossignol’ qui serait un bon titre pour une certaine émission sur Rossiya 1, n’avait pas été spontanée, mais préméditée et faite avec l’approbation de Konstantin Ernst, directeur général de la Pervyï Kanal. Solovyov a expliqué sa prise de position de la façon suivante: “Le coup monté est passé à la télévision! En même temps, je n’avais pas lancé d’accusations contre Moscou, alors que Vania a déferlé sur toutes les ‘orbites’. Il doit y avoir quelqu’un qui prend trop à cœur le passage de nombre de présentateurs de la Pervyï Kanal à Rossiya”, ajoutant que “de tels procédés ne sont pas pratiqués, d’habitude, à la télévision” et que “c’est une déclaration de guerre”[15].
- Mikhail Goryachev, directeur du contenu de Tricolor TV, le premier opérateur de télévision numérique de Russie, a déclaré, en septembre 2017, que la distribution du contenu signifiait toujours le fait que Konstantin Ernst “bourrait les abonnés de ce qu’il considérait nécessaire” via les chaînes de télévision et a estimé qu’une telle distribution du contenu se ferait, dans l’avenir, directement plutôt que par un intermédiaire[16].

### Évasion fiscale
En octobre 2021, son nom est cité dans les Pandora Papers.

## Le saviez-vous?
- Au moment où Sergeï Bodrov était nomme deuxième présentateur de Vzgliad sur la proposition d’Alexandre Lubimov, Ernst a qualifié Bodrov de “tête de nœud bizarre” et a clairement stipulé que Lubimov devait prendre Bodrov sous sa responsabilité[18].
- À en croire Alexeï Venediktov, rédacteur en chef de Echo de Moscou, Konstantin Ernst collectionne les bandes dessinées en professionnel, est en compétition avec Venediktov et lui en veut en apprenant que Venediktov acquiert les derniers exemplaires plus vite que lui. “J’achète un exemplaire récent, dit-il, et puis je l’appelle pour l’agacer. Ernst me demande quand c’est sorti, je lui dis ‘Demain, mais je l’ai déjà acheté, moi’. Il m’en veut pour ça. Et ensuite c’est lui qui en fait de même. Bref, on est quittes”[19].
- Konstantin Ernst a dit dans un interview qu’il considérait l’histoire être l’un des genres littéraires[20].
- D’après Ernst, le révolutionnaire du XXe siècle Leon Trotski est “une star internationale des cent dernières années”, “un vrai héros populaire” et “le producteur” du coup d’état en octobre 1917[21],[22].